# 坪村駅 (京畿道)
坪村駅（ピョンチョンえき）は、大韓民国京畿道安養市東安区富林洞にある韓国鉄道公社（KORAIL）果川線の駅。駅番号は(441)。

## 駅構造

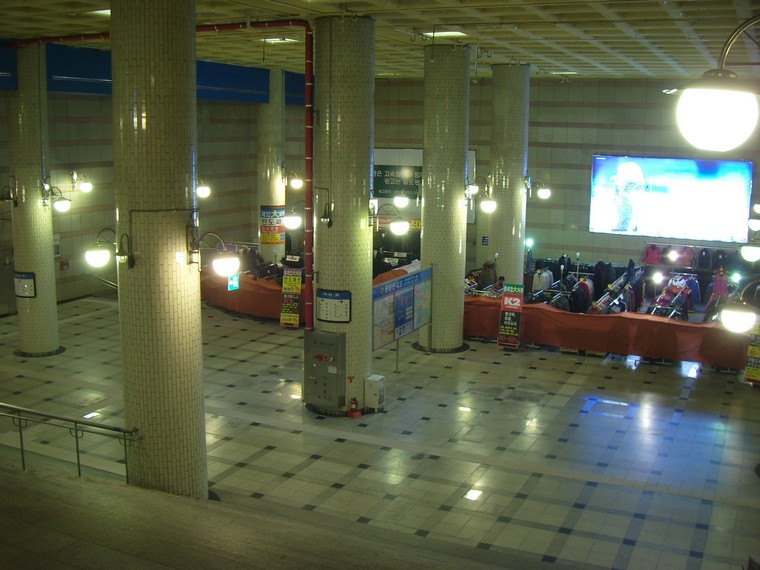
コンコースの様子

相対式ホーム2面2線を有する地下駅。
出入口は1番から3番までの3ヵ所ある。

### のりば
| 1 | ●果川線 | 舎堂・ソウル駅・東大門・榛接方面 |
| 2 | ●果川線 | 衿井・中央・安山・烏耳島方面     |

## 利用状況
近年の一日平均乗車人員推移は下記の通り。
| 路線    | 乗車人員 | 乗車人員 | 乗車人員 | 乗車人員 | 乗車人員 | 乗車人員 | 乗車人員 | 乗車人員 | 乗車人員 | 乗車人員 | 注 釈 |
| 路線    | 2000年   | 2001年   | 2002年   | 2003年   | 2004年   | 2005年   | 2006年   | 2007年   | 2008年   | 2009年   | 注 釈 |
| ------- | -------- | -------- | -------- | -------- | -------- | -------- | -------- | -------- | -------- | -------- | ----- |
| ●果川線 | 9789     | 11241    | 12690    | 15180    | 12492    | 12636    | 12439    | 12460    | 12341    | 12316    | [ 1 ] |

## 駅周辺
1980年代末から政府主導で開発された坪村新都市の中心駅である。
- 大韓電線 安養工場
- 水原地方警察庁 安養支庁
- 水原地方法院 安養支院
- 安養消防署
- 安養市庁
- 安養体育公園
- イーマート 坪村店
- 坪村駅舎商街
- 坪村中心商街
- 坪村中央公園
- 坪村学院街
- 翰林大学校 聖心病院
- I-space
- 大韓電線安養工場
- 坪村アクロタワー
- CGV 坪村

## 歴史
- 1993年1月15日 - ボルマル駅（벌말역）として開業。
- 1996年12月16日 - 坪村駅に改称。
- 2008年8月1日 - 副駅名（翰林大誠心病院, 한림대성심병원）追加。

## 隣の駅
韓国鉄道公社　　
●果川線　　
仁徳院駅 (440) - 坪村駅 (441) - ポムゲ駅 (442)